# فرانك هدسون
فرانك هدسون (بالإنجليزية: Frank Hudson)‏ هو لاعب كرة قدم أمريكية أمريكي، ولد في 1875 في باغوات في الولايات المتحدة، وتوفي في 25 ديسمبر 1950 في مقاطعة باكز في الولايات المتحدة.